# Amazophrynella vote
Amazophrynella vote é uma espécie de anfíbio da família Bufonidae. Endêmica do Brasil, pode ser encontrada nos estados de Mato Grosso, Rondônia e Amazonas.